# Troubsko (zámek)
Zámek Troubsko se nachází na západním okraji obce Troubsko v okrese Brno-venkov. Je chráněn jako kulturní památka České republiky.
Na místě zámku stála tvrz, zmínky o ní pochází z konce 15. století. V roce 1573 je připomínán začátek stavby renesančního zámku, který nechal vybudovat brněnským stavitelem Antoniem Gabrim tehdejší majitel panství Jan Munka. Původně se mělo jednat o uzavřenou čtyřkřídlou dispozici, postavena však byla pouze dvě navzájem kolmá křídla. Kolem roku 1660 byl zámek raně barokně upraven, na vstupní cestě do areálu byla postavena hranolová věž s průjezdem a kolem ní hospodářské budovy. Po druhé světové válce byl areál tehdejšímu majiteli Bedřichu Hochbergovi vyvlastněn a začal jej využívat sousední státní statek. Po roce 1989 byl zámek vrácen Hochbergovým potomkům, kteří jej dále prodali.